# Luis Sierra
José Luis Sierra Mediavilla (Alba de los Cardaños, 7 dicembre 1965) è un ex calciatore spagnolo, di ruolo difensore.

## Carriera
Iniziò la carriera nel Cristo Olimpico, squadra giovanile del Palencia. Fu integrato nel settore giovanile dello Sporting Gijón. Dopo un anno di gavetta nella squadra satellite, nel 1988 fu aggregato alla prima squadra da José Manuel Díaz Novoa. Restò nelle Asturie per sette stagioni, disputando anche la Coppa UEFA 1991-1992. Sierra giocò contro il Partizan Belgrado e la Steaua Bucarest.
Nel 1994, Sierra si trasferì al Club Polideportivo Mérida, in Segunda División spagnola, allenato dal croato Sergije Krešić. La squadra dell'Estremadura vinse il campionato e ottenne la promozione nella Liga, per la prima volta nella sua storia. Il campionato 1995-1996 fu difficile per il Mérida, che arrivò al penultimo posto retrocedendo.
Il riscatto arrivò nella stagione successiva, in cui i bianconeri rivinsero nuovamente il campionato di Segunda División, ritornando in massima serie. Anche questa volta, però, la stagione si concluse con la retrocessione.
Nel 2000 il CP Mérida fallì. L'eredità calcistica del club venne raccolta dal Mérida Unión Deportiva, iscritto alla Segunda División B. Sierra rimase al club anche nella nuova veste, per poi trasferirsi al Palencia nel 2001. Si ritirò nel 2004, nel club in cui aveva cominciato da ragazzo.

## Palmarès

### Club

#### Competizioni nazionali
- Segunda División spagnola: 2

Mérida: 1994-1995, 1996-1997